# Перминов, Юрий Николаевич
Юрий Николаевич Перминов (13 октября 1943, село Крестовоздвиженское, Хабаровский край — 4 декабря 2014, Челябинск, Российская Федерация) — советский и  российский баскетбольный тренер, главный тренер клуба «Славянка» (1989—2005), заслуженный тренер России.

## Биография
Являлся одним из родоначальников профессионального баскетбола в Новосибирске. Главный тренер мужского баскетбольного клуба «Локомотив» (1975—1982). За четыре года вывел команду в Высшую лигу первенства СССР. С 1982 по 1988 гг. тренировал баскетболистов челябинского «Динамо».
Под его руководством новосибирский клуб выступал в элите советского баскетбола. С его именем неразрывно связано и становление челябинского баскетбола.
В 1989 г. основал женский баскетбольный клуб «Строитель» (Челябинск), в настоящее время — «Славянка». Долгое время в одиночку исполнял обязанности главного тренера, директора и президента клуба. В 1994 г. челябинские баскетболистки под его руководством вышли в Высшую лигу российского первенства, в сезоне 1997/1998 команда дебютировала в чемпионате российской Суперлиги «А», где в итоге заняла 7 место.
В сезоне 2004/2005 завершил свою тренерскую карьеру, став президентом клуба.